# C típusú kisbolygók
A C típusú kisbolygók színképe a szenet tartalmazó szilikátos összetételre jellemző. Ez volt a két elsőként definiált kisbolygó színképi típuscsoport egyike (a másik az S típusú volt). Négy kisbolygó közül 3 ebbe a csoportba tartozik a színképe alapján. Valószínű azonban, hogy még ennél is nagyobb arányban alkotják a kisbolygókat, mert ugyanakkor igen sötétek.

## Jellemző tulajdonságaik
A C típusú kisbolygók fényvisszaverő képessége (albedója) igen kicsi (0,03 és 0,10 közé esik). A színképük lefutására jellemző, hogy erős elnyelési sávval indulnak az ultraibolyától, de aztán egyenletes lefutású a színkép a közeli infravörösben is, a 3 µm-es hullámhossz táján jelentkező vízelnyelési vonallal.
A C típusú kisbolygók színképe a szenes kondritok színképével mutat hasonlóságot. A C típusú színkép legismertebb képviselője hosszú ideig az 1 Ceres és a 2 Pallas kisbolygó volt, de ma már ezt a spektráltípust is fölosztották. Ma a 10 Hygiea a legnagyobb méretű képviselője. A legjobb fényvisszaverő közöttük a 324 Bamberga kisbolygó.

## Külső hivatkozások
- Kisbolygótípusok
- Kisbolygó típusok
- Kisbolygószínkép-típusok